# Литава (приток Свратки)
Литава (чеш. Litava), ранее также называлась Цезава (чеш. Cézava) — река в Чехии, левый приток реки Свратки. Длина 59 км, площадь водосборного бассейна 788 км².
Река берёт начало в Центрально-Моравских Карпатах в 5 км от города Стржилки на высоте 495 м над уровнем моря. Левый приток реки Свратки, в которую впадает у города Жидлоховице на высоте 179 м над уровнем моря. Протекает также через населённые города Бучовице, Славков-у-Брна, Затчаны и Блучина. Общая длина — 58,55 км. Среднегодовой расход воды в устье — 1,6 м³/с.
Площадь водосборного бассейна — 788 км². В пределах водосборного бассейна располагается 231 водный объект общей площадью 153 га, крупнейшими из которых являются Тесаны (17,1 га) и Пистовицкий рыбный пруд (11,9 га). Важнейший приток Литавы — Ржичка (длина 38,9 км).